# Seito Yamamoto
Seito Yamamoto (山本 聖途, Yamamoto Seito, né le 11 mars 1992 à Okazaki) est un athlète japonais, spécialiste du saut à la perche.

## Biographie
Son record est de 5,75 m réalisé le 23 juin 2013 à Hiratsuka et égalé le 12 août 2013 à Moscou, en finale des championnats du monde.
Le 17 mars 2016, Yamamoto termine 10e lors des championnats du monde en salle de Portland avec une marque de 5,55 m.
Le 23 juin 2018, il franchit 5,70 m à Yamaguchi. Le 29 août, lors des Jeux asiatiques de Jakarta, Yamamoto égale cette hauteur de 5,70 m et remporte le titre, améliorant de cinq centimètres l'ancien record des Jeux. Il tente ensuite 5,84 m pour établit le nouveau record du Japon, mais échoue. Remportant son premier titre international majeur, il devance sur le podium Yao Jie (5,50 m) et Patsapong Amsam-Ang (5,50 m).
Le 18 janvier 2019, il franchit 5,71 m à Reno, mais avec seulement 5,51 m, il ne termine que 7e lors des Championnats d’Asie 2019 à Doha.

## Palmarès
| Date | Compétition                    | Lieu     | Résultat | Marque |
| ---- | ------------------------------ | -------- | -------- | ------ |
| 2013 | Universiade                    | Kazan    | 2e       | 5,60 m |
| 2013 | Championnats du monde          | Moscou   | 6e       | 5,75 m |
| 2013 | Jeux de l'Asie de l'Est        | Tianjin  | 1er      | 5,50 m |
| 2015 | Championnats d'Asie            | Wuhan    | 2e       | 5,50 m |
| 2016 | Championnats d'Asie en salle   | Doha     | 2e       | 5,60 m |
| 2016 | Championnats du monde en salle | Portland | 10e      | 5,55 m |
| 2018 | Jeux asiatiques                | Jakarta  | 1er      | 5,70 m |
| 2019 | Championnats d'Asie            | Doha     | 7e       | 5,51 m |

## Records
| Épreuve          | Épreuve   | Marque      | Lieu             | Date                      |
| ---------------- | --------- | ----------- | ---------------- | ------------------------- |
| Saut à la perche | Plein air | 5,75 m      | Hiratsuka Moscou | 23 juin 2013 12 août 2013 |
| Saut à la perche | En salle  | 5,77 m (NR) | Reno             | 15 janvier 2016           |